# Comté de Vermillion (Indiana)
Pour les articles homonymes, voir Comté de Vermilion.
Le comté de Vermillion  est un comté de l'État de l'Indiana, aux États-Unis. Il comptait 16 212 habitants en 2010. Son siège est Newport.